# 루퍼트 홈스
루퍼트 홈스(영어: Rupert Holmes, 1947년 2월 24일~)는 영국 태생 미국의 작곡가, 싱어송라이터, 극작가, 그리고 작가이다. 그는 히트 싱글 "이스케이프 (피냐 콜라다 송)" (1979)와 "힘" (1980)으로 널리 알려져 있다. 그는 또한 그에게 두 개의 토니상과 커튼을 안겨준 뮤지컬 "에드윈 드루드의 미스터리"와 그의 텔레비전 시리즈 "리멤버 WENN"으로 잘 알려져 있다.